# Policy of Truth
«Policy of Truth» (в переводе с англ. — «Политика правды») — песня британской группы Depeche Mode, третий сингл из их седьмого студийного альбома Violator, 25-й в дискографии группы. Вышел 7 мая 1990 года.

## О сингле
Несмотря на то, что «Policy of Truth» была менее успешной, чем два предыдущих сингла, это единственная песня Depeche Mode, которой удалось занять в Billboard Hot 100 более высокое место (№ 15), нежели в UK Singles Chart (№ 16). В американском танцевальном чарте песня заняла второе место. Также, это вторая песня группы, возглавлявшая чарт Modern Rock Tracks.
Франсуа Кеворкян создал специально для сингла новую версию песни, удлинив её, замедлив темп и сделав вокал Дейва Гаана более выразительным. Им также были созданы версии «Beat Box Mix» (версия для издания 12") и «Pavlov’s Dub».
Сторону «Б» занимает инструментальная композиция «Kaleid». В отличие от других инструменталов группы, которые в основном являются фортепианными композициями, эта ближе к грубому техно. Удлинённая версия композиции носит название «When Worlds Mix». Название композиции является сокращением слова «калейдоскоп». Вариант этой композиции использовался в качестве интро на концертах тура в поддержку альбома Violator, проходившего в 1990 году.
Обложка сингла содержит размытое изображение обнажённой женщины, снятой в разных ракурсах. Причём на обложке ограниченного выпуска издания 12" изображена иная женщина, нежели на обложках остальных изданий.
Видеоклип на «Policy of Truth» снял режиссёр Антон Корбейн. Это видео доступно на видеосборнике Strange Too.

## Списки композиций
- Все песни написаны Мартином Гором.

### Британские релизы
| №  | Название          | Длительность |
| -- | ----------------- | ------------ |
| 1. | «Policy of Truth» | 5:10         |
| 2. | «Kaleid»          | 4:17         |

| №  | Название                         | Длительность |
| -- | -------------------------------- | ------------ |
| 1. | «Policy of Truth» (Beat Box Mix) | 7:13         |
| 2. | «Policy of Truth» (Capitol Mix)  | 8:00         |
| 3. | «Kaleid» (When Worlds Mix)       | 5:22         |

| №  | Название                            | Длительность |
| -- | ----------------------------------- | ------------ |
| 1. | «Policy of Truth» (Trancentral Mix) | 5:55         |
| 2. | «Kaleid» (Remix)                    | 4:36         |
| 3. | «Policy of Truth» (Pavlov’s Dub)    | 6:02         |

| №  | Название                              | Длительность |
| -- | ------------------------------------- | ------------ |
| 1. | «Policy of Truth» (Beat Box Mix Edit) | 6:31         |
| 2. | «Policy of Truth» (Capitol Mix)       | 8:00         |
| 3. | «Kaleid» (Remix)                      | 4:36         |

| №  | Название                            | Длительность |
| -- | ----------------------------------- | ------------ |
| 1. | «Policy of Truth» (Trancentral Mix) | 6:00         |
| 2. | «Kaleid» (When Worlds Mix)          | 5:22         |
| 3. | «Policy of Truth» (Pavlov’s Dub)    | 5:51         |
| 4. | «Policy of Truth» (7" Version)      | 5:08         |
| 5. | «Kaleid» (7" Version)               | 4:16         |

### Американские релизы
| №  | Название                           | Длительность |
| -- | ---------------------------------- | ------------ |
| 1. | «Policy of Truth» (Single Version) | 5:08         |
| 2. | «Kaleid» (Single Version)          | 4:16         |

| №  | Название                         | Длительность |
| -- | -------------------------------- | ------------ |
| 1. | «Policy of Truth» (Capitol Mix)  | 8:00         |
| 2. | «Policy of Truth» (Pavlov’s Dub) | 5:53         |
| 3. | «Policy of Truth» (Beat Box Mix) | 7:13         |
| 4. | «Kaleid» (When Worlds Mix)       | 5:23         |

| №  | Название                           | Длительность |
| -- | ---------------------------------- | ------------ |
| 1. | «Policy of Truth» (Single Version) | 5:08         |
| 2. | «Policy of Truth» (Pavlov’s Dub)   | 5:53         |
| 3. | «Policy of Truth» (Beat Box Mix)   | 7:13         |
| 4. | «Kaleid» (When World’s Mix)        | 5:23         |

| №  | Название                            | Длительность |
| -- | ----------------------------------- | ------------ |
| 1. | «Policy of Truth» (Single Version)  | 5:08         |
| 2. | «Policy of Truth» (Capitol Mix)     | 8:00         |
| 3. | «Policy of Truth» (Beat Box Mix)    | 7:13         |
| 4. | «Kaleid» (Remix)                    | 4:36         |
| 5. | «Policy of Truth» (Trancentral Mix) | 6:02         |

### Переиздания
| №  | Название                            | Длительность |
| -- | ----------------------------------- | ------------ |
| 1. | «Policy of Truth» (7" Version)      | 5:10         |
| 2. | «Kaleid» (7" Version)               | 4:17         |
| 3. | «Policy of Truth» (Beat Box Mix)    | 7:13         |
| 4. | «Policy of Truth» (Capitol Mix)     | 8:00         |
| 5. | «Kaleid» (When Worlds Mix)          | 5:22         |
| 6. | «Policy of Truth» (Trancentral Mix) | 5:55         |
| 7. | «Kaleid» (Remix)                    | 4:36         |
| 8. | «Policy of Truth» (Pavlov’s Dub)    | 6:02         |

## Чарты
| Чарт (1990)                         | Позиция |
| ----------------------------------- | ------- |
| Бельгия/Фландрия (Ultratop 50)      | 21      |
| Нидерланды (Single Top 100)         | 37      |
| Франция (SNEP)                      | 31      |
| ФРГ (GfK)                           | 7       |
| IRMA                                | 11      |
| Polish Singles Chart                | 1       |
| AFYVE                               | 7       |
| Швеция (Sverigetopplistan)          | 20      |
| Швейцария (Schweizer Hitparade)     | 12      |
| Великобритания (OCC UK Singles)     | 16      |
| США (Billboard Hot 100)             | 15      |
| США (Billboard Dance Club Songs)    | 2       |
| США (Billboard Alternative Airplay) | 1       |